# تپه غیب علی
تپه غیب علی مربوط به دوران‌های تاریخی پس از اسلام است و در شهرستان رزن، بخش قروه درجزین، روستای سنقرآباد واقع شده و این اثر در تاریخ ۲۳ شهریور ۱۳۸۲ با شمارهٔ ثبت ۱۰۱۱۹ به‌عنوان یکی از آثار ملی ایران به ثبت رسیده است.